# Verglas Music
Verglas Music is een Brits platenlabel, dat oorspronkelijk gevestigd was in Virginia Water, Surrey. Het is opgericht door Clive Nolan en Mick Pointer in 1995 toen ook de muziekgroep Arena het levenslicht zag (ook door beiden opgericht). Het (relatieve) succes van het eerste album Songs from the Lion's Cage had tot resultaat dat ook andere bands (in bescheiden mate) toetraden tot het label. Het platenlabel was gelieerd aan SPV.
Verglas betekent verijzeld en moet gezien worden in de relatie tot de studio van Nolan: Thin Ice Studios.

## Uitgegeven albums
Een selectie:
- Verglas 003: Shadowland: Mad as a Hatter
- Verglas 006: Shadowland: Ring of Roses (heruitgave)
- Verglas 009: Arena: Welcome to the Stage
- Verglas 011: Strangers on a Train: The Key
- Verglas 012: Arena: The Visitor
- Verglas 013: Stranger on a Train: The Key II
- Verglas 014: Clive Nolan en Oliver Wakeman : Jabberwocky
- Verglas 019; Arena: Immortal
- Verglas 021: Arena: Breakfast in Biarritz
- Verglas 022: Nolan en Wakeman: The Hound of the Baskervilles
- Verglas 024: Arena: Contagion
- Verglas 028: Arena: Pepper’s Ghost
- Verglas 101: Shadowland: Through the Looking Glass